# Amphissa acutecostata
Amphissa acutecostata är en snäckart som först beskrevs av Philippi 1844.  Amphissa acutecostata ingår i släktet Amphissa och familjen Columbellidae. Inga underarter finns listade i Catalogue of Life.